# Almadenejos
Almadenejos ist ein Dorf und eine spanische Gemeinde (municipio) mit 393 Einwohnern (Stand: 2024) im Südosten der historischen Landschaft La Mancha in der Provinz Ciudad Real in der Region Kastilien-La Mancha in Zentralspanien. 

## Lage und Klima
Almadenejos liegt etwa 85 Kilometer südsüdwestlich von Ciudad Real in einer Höhe von ca. 520 m. Das Klima ist meist trocken und warm; der spärliche Regen (ca. 518 mm/Jahr) fällt überwiegend in den Wintermonaten.

## Bevölkerungsentwicklung
| Jahr      | 1970 | 1981 | 1991 | 2001 | 2011 | 2021 |
| Einwohner | 1130 | 806  | 683  | 518  | 508  | 403  |

Infolge der Mechanisierung der Landwirtschaft, der Aufgabe bäuerlicher Kleinbetriebe („Höfesterben“) und der dadurch ausgelösten „Landflucht“ ist die Einwohnerzahl des Dorfes in der zweiten Hälfte des 20. Jahrhunderts deutlich gesunken.

## Sehenswürdigkeiten

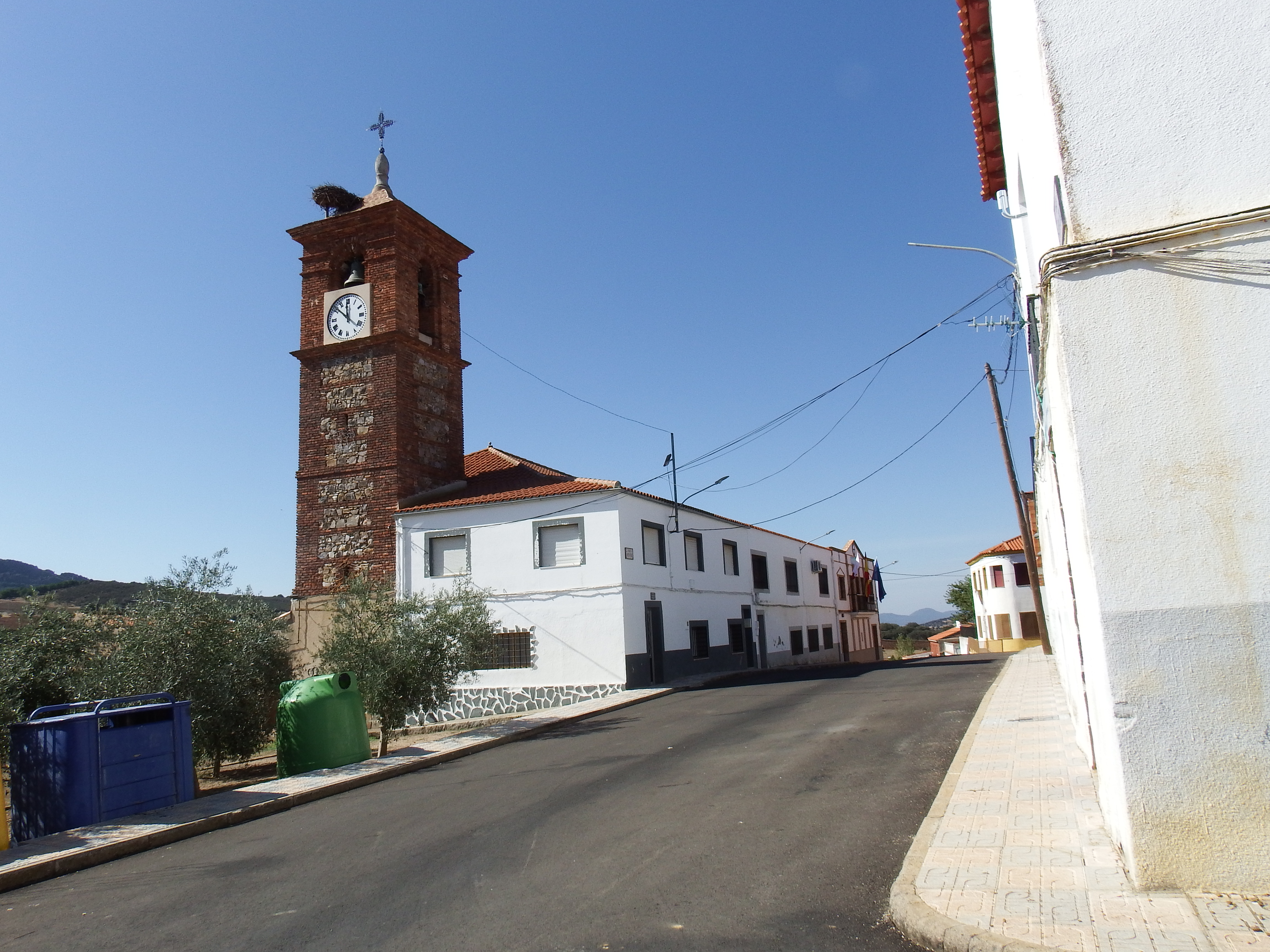
Kirche der Unbefleckten Empfängnis
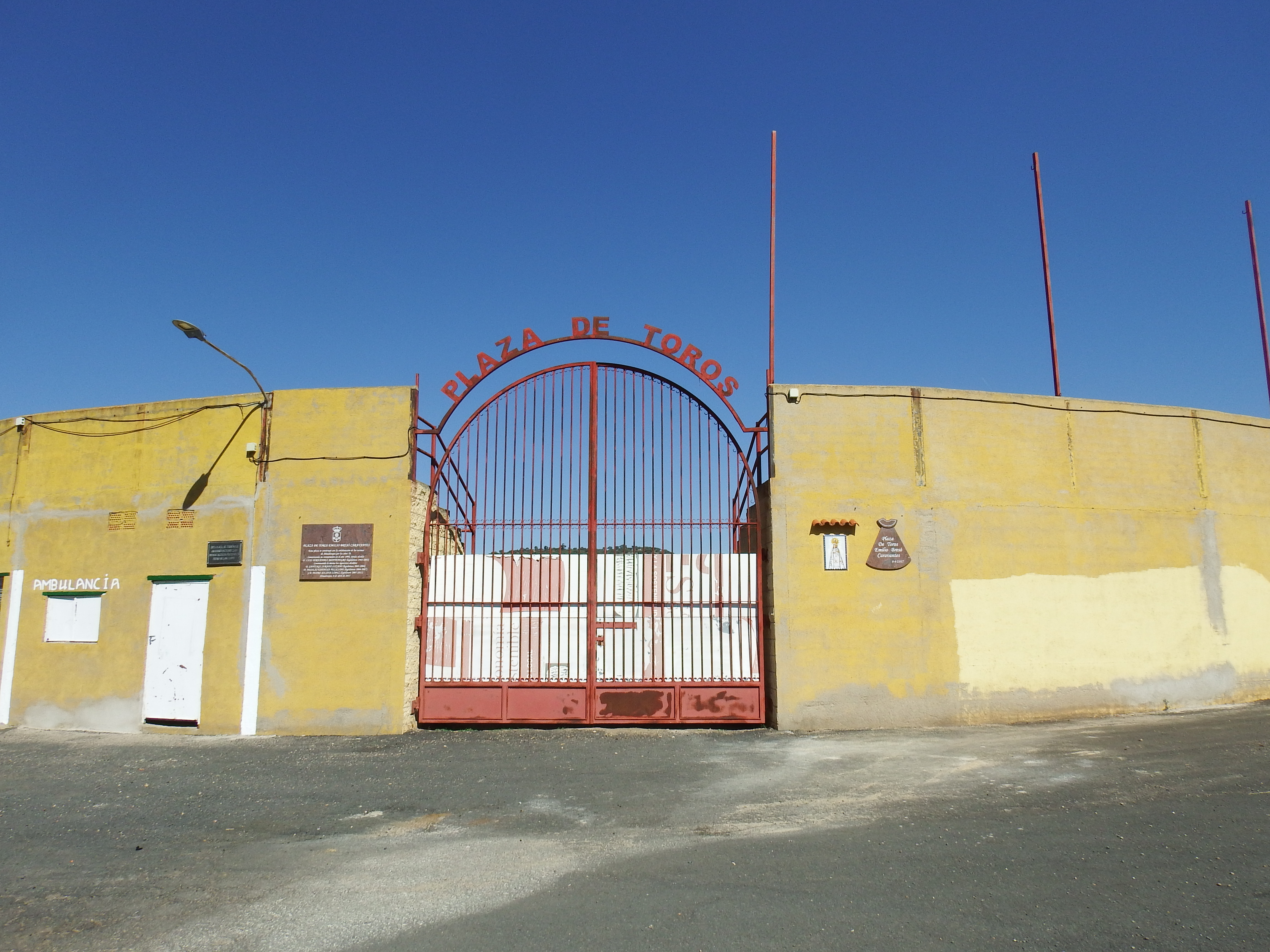
Stierkampfarena
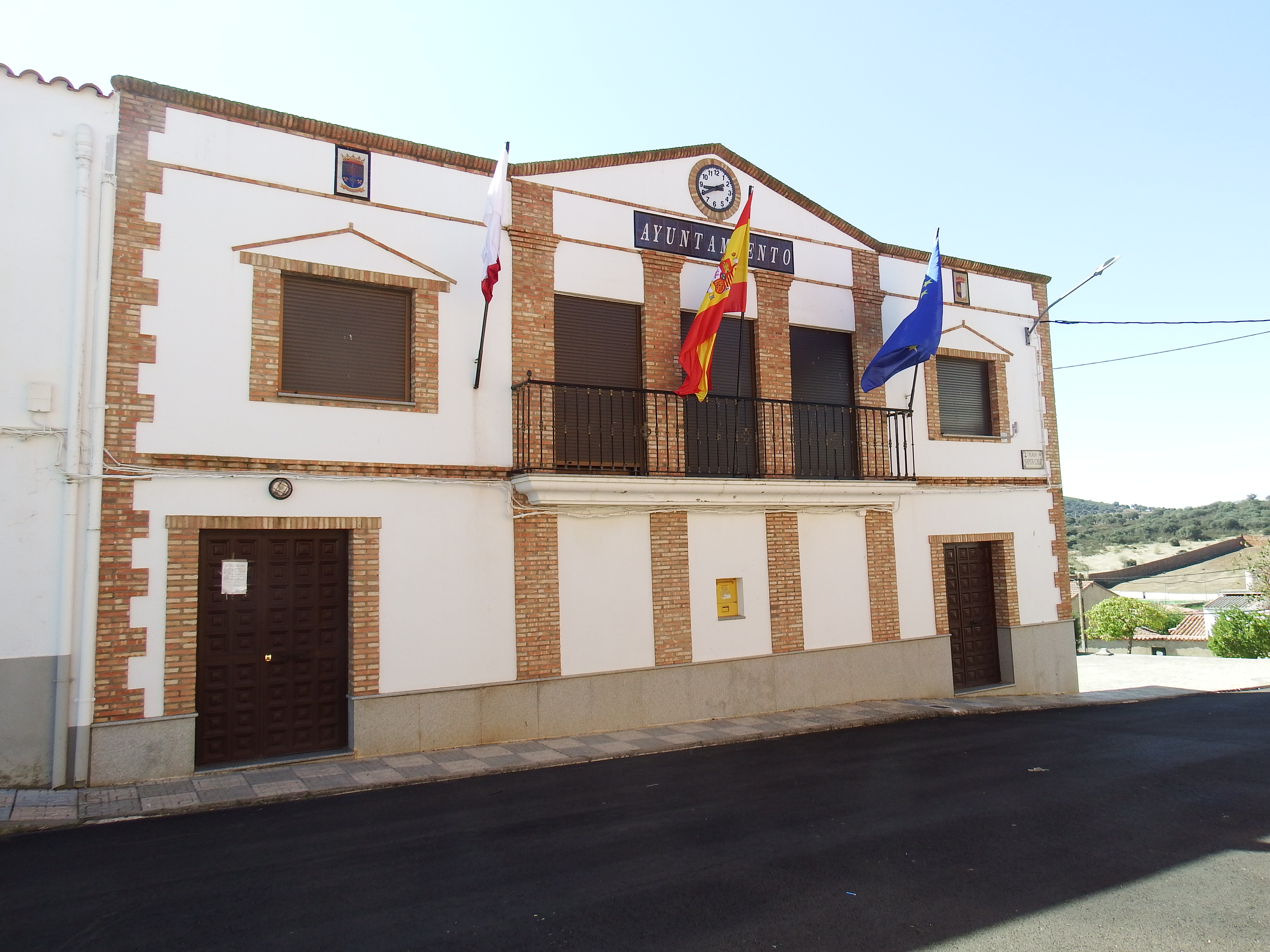
Rathaus

- Kirche der Unbefleckten Empfängnis
- Stierkampfarena
- Rathaus